# Mouwatana
Mouwatana (en arabe : مواطنة, qui signifie « citoyenneté ») est un mouvement politique algérien créé le 6 juin 2018 par des membres de l'opposition contre le cinquième mandat d'Abdelaziz Bouteflika.

## Chronologie
Avant la création du mouvement, 14 personnalités algériennes signent une lettre ouverte au Président Abdelaziz Bouteflika pour qu'il ne se présente pas à un cinquième mandat. Parmi les signataires figurent l’ancien chef du gouvernement, Ahmed Benbitour, le président de Jil Jadid, Soufiane Djilali et la militante du mouvement Barakat, Amira Bouraoui, le romancier Yasmina Khadra, Zoheir Rouis, la constitutionnaliste Fatiha Benabbou et le sociologue Nacer Djabi.
Par la suite, le mouvement est créé le 6 juin 2018 au siège du parti Jil Jadid, toujours avec Soufiane Djilali, Amira Bouraoui, Ahmed Benbitour et l’avocat Me Salah Dabouz, l’homme d'affaires Ali Benouari et président du parti Nidaa El Watan, le journaliste Saâd Bouokba, et Zoubida Assoul présidente du parti UPC et qui sera désignée porte-parole du mouvement dès le mois de juillet, elle déclare : « Mouwatana n’est pas un parti politique. Ce n’est pas non plus un projet de société. Mouwatana est un projet de gouvernance ». 
L’objectif est de rassembler le maximum d’Algériens pour hâter le départ du régime et préparer les véritables conditions d’une transition pacifique.

### Répression
Le mouvement tente d'organiser plusieurs sit-in et rassemblements qui sont empêchés par les forces de l'ordre à Alger le 12 août, Constantine le 8 septembre et Béjaia le 15 septembre, les membres sont souvent embarqués au commissariat. Abdelkrim Zeghilèche, le coordinateur de Mouwatana a Constantine, est incarcéré un peu moins de deux mois entre novembre et décembre 2019. 
A l'initiative de sa structure Europe, Jil Jadid organisera aussi des rassemblements de Mouwatana au sein de la Diaspora algérienne, Paris République, Lyon, Marseille, Londres, Genève et Montréal.  

### Rapprochement avec le général Ali Ghediri
Le général et candidat aux élections présidentielles de 2019, Ali Ghediri, obtiendra le 13 février 2019 le ralliement de Zoubida Assoul à sa candidature et elle quittera son poste de porte-parole de Mouwatana. 

### Hirak
Lors du grand mouvement contestataire du 22 février, Mouwatana annonce son soutien au mouvement du 22 février et appelle les algériens à le rejoindre. Mouwatana organise aussi un rassemblement  le dimanche 24 février 2019.
Le 27 mars, et prenant acte que le peuple algérien avait démontré sa capacité à s’approprier sa citoyenneté, Jil Jadid a annoncé son retrait de Mouwatana qui devait désormais être dirigée par les membres de la société civile.